# Falköping (comune)
Falköping è un comune svedese di 31 464 abitanti, situato nella contea di Västra Götaland. Il suo capoluogo è la città omonima.

## Località
Nel territorio comunale sono comprese le seguenti aree urbane (tätort):
- Åsarp
- Falköping (capoluogo)
- Floby
- Gudhem
- Kinnarp
- Kättilstorp
- Odensberg
- Stenstorp
- Torbjörntorp
- Vartofta

## Amministrazione

### Gemellaggi
- Kokemäki
- Hobro
- Lier
- Sigulda
- Fontanellato